# NGC 6275
NGC 6275 (również PGC 59262) – galaktyka znajdująca się w gwiazdozbiorze Smoka. Odkrył ją Lewis A. Swift 5 sierpnia 1886 roku. Należy do galaktyk Seyferta typu 1.